# Íñigo Quintero
Íñigo Quintero Dolz del Castellar (La Coruña, 12 de diciembre de 2001), más conocido por su nombre artístico Íñigo Quintero, es un cantante y compositor español. Se hizo popular con el tema "Si no estás" en 2023, alcanzando el número uno en las listas de España, Francia, Alemania, Austria, Países Bajos y Suiza, entre otros.

## Biografía
Los padres de Íñigo Quintero proceden del municipio de Puentedeume, donde actualmente regentan una farmacia. Él tiene siete hermanos: Ana, Bosco, Carlos, Jaime, Jorge, Josemaría y Pablo. Estudió en el Colegio de Fomento Peñarredonda de la capital coruñesa, vinculado al Opus Dei. Realiza sus estudios universitarios de Psicología y Magisterio en el Centro Universitario Villanueva (CUV), adscrito a la Universidad Complutense de Madrid, y residiendo en el Colegio Mayor Moncloa.
En septiembre de 2022 lanzó en Spotify su sencillo "Si no estás"; la letra trata directamente de su relación con Dios, aunque también se le ha dado otras interpretaciones como una historia de desamor entre personas o la falta de un ser querido. No sería hasta un año después cuando se volvió viral gracias a la red social TikTok. En solo una semana, la canción fue escuchada seis millones de veces en Spotify. En octubre de 2023 llevaba más de ciento sesenta y seis millones de reproducciones. El 23 de ese mismo mes se convirtió en número uno mundial de Spotify, siendo el primer tema de un artista español en solitario que lo consigue.

## Discografía

### Sencillos
- Si no estás (2022)
- Sobredosis (2023)
- Será por ti (2023)
- Sin tiempo para bailar (2023)
- Lo que queda de mí (2023)